# Dual-Axis Steering
Die Dual-Axis Steering (kurz: DAS, deutsch: Zweiachsenlenkung) ist ein von Mercedes für die Formel-1-Weltmeisterschaft 2020 entwickeltes System, das die Stellung der Vorderräder zueinander durch Ziehen des Lenkrades beeinflusst.

## Funktionsweise
Der Fahrer aktiviert das System, indem er das Lenkrad zu sich hinzieht. Dadurch verstellt er die Vorspur der Vorderräder, das heißt, sie drehen sich minimal nach innen. In der Folge entsteht eine höhere Reibung, die Reifentemperatur steigt schneller und außerdem gleichmäßiger. Damit erhöht sich auch der Reifenverschleiß, auch für Kurvenfahrten wird dies als nachteilig angesehen, sodass das System ausschließlich auf Geraden benutzt wird. Um die Vorspur wieder auf die Ursprungsposition zurückzusetzen, drückt der Fahrer das Lenkrad wieder nach vorne. Einen großen Vorteil bietet DAS bei Strecken mit langen Geraden, da hier der veränderte Winkel der Vorderreifen sehr lange wirken kann.

## Anwendung
Erstmals verwendet wurde das System beim Mercedes-AMG F1 W11 EQ Performance am zweiten Tag bei den Wintertestfahrten auf dem Circuit de Barcelona-Catalunya im Vorfeld der Formel-1-Weltmeisterschaft 2020. Ein solches System verwendet nur Mercedes, kein anderer Konstrukteur hat ein ähnliches System entworfen. Ferrari deutete eine Entwicklung an, die allerdings laut Teamchef Mattia Binotto nicht vor der Saisonmitte verfügbar sei. Für die Formel-1-Weltmeisterschaft 2021 wurde DAS durch eine Regeländerung verboten.

## Kritik

### Legalität
Unmittelbar nachdem die Verwendung des Systems bei Onboard-Aufnahmen entdeckt wurde, häuften sich die Fragen, ob dieses System legal sei. Mercedes konsultierte während der Entwicklung des Systems die FIA zwecks der Legalität der Entwicklung; der Weltmotorsportverband hatte dabei keine Einwände, dass das System illegal sei.
Nach dem zweiten freien Training beim Großen Preis von Österreich 2020 legte Red Bull Racing offiziell Protest gegen Mercedes ein, da beide Fahrer während des Trainings das DAS verwendet hatten. Der Protest bezog sich darauf, dass es sich um ein bewegliches aerodynamisches Teil handele, was per Reglement verboten sei. Außerdem handele es sich um einen Teil der Radaufhängung, die ebenfalls laut Reglement während der Fahrt nicht verändert werden dürfe. Der Protest wurde abgewiesen, die Rennkommissare sahen das Dual-Axis Steering sowohl physisch als auch funktional als zulässiges Teil der Lenkung an. Obwohl es sich nicht um ein konventionelles Lenkungssystem handele, könne es dennoch nicht als Teil der Radaufhängung angesehen werden.

### Sicherheit
Beim zweiten Tag der Testfahrten in Spanien fuhren Hamilton und Bottas erstmals mit dem System. Auf Nachfrage hin, ob DAS die Sicherheit des Fahrers möglicherweise beeinträchtigen würde, verneinte Hamilton dies. Auch die FIA beanstandete das System bezüglich der Sicherheit nicht.